# David Orden
David Orden ist ein US-amerikanischer Agrarökonom. Er ist Professor an der Virginia Tech.

## Leben
Orden studierte Agrarökonomie an der Cornell University (B.S., 1971) und an der Virginia Tech (M.S., 1977). Seinen Ph.D. erhielt er 1984 von der University of Minnesota. Seit 1984 ist er Professor an der Virginia Tech. Von 2003 bis 2009 war er daneben Fellow am IFPRI.

## Arbeit
Ordens Forschungsgebiete sind Internationaler Handel, Agrarpolitik, Ökonometrie und Entwicklung. Für das Buch Policy Reform in American Agriculture: Analysis and Prognosis (1999) erhielt er einen Preis für Kommunikation von der American Agricultural Economics Association.

## Schriften
- Timothy Josling, Donna Roberts, David Orden: Food Regulation and Trade: Toward a Safe and Open Global System. Peterson Institute, 2004. ISBN 0-88132-346-2.
- David Orden, Robert Paarlberg, Terry Roe: Policy Reform in American Agriculture: Analysis and Prognosis. University of Chicago Press, 1999. ISBN 0-226-63264-4.
- Donna Roberts, Tim Josling, David Orden: Technical Barriers to Agricultural Trade. Economic Research Service, 1998.
- John C. Robertson & David Orden (1990): Monetary Impacts on Prices in the Short and Long Run: Some Evidence from New Zealand. American Journal of Agricultural Economics 72: 160-171.
- David Orden & Paul L. Fackler (1989): Identifying Monetary Impacts on Agricultural Prices in VAR Models. American Journal of Agricultural Economics 71: 495-502.